# 4822 Карґе
4822 Карґе (4822 Karge) — астероїд головного поясу, відкритий 4 жовтня 1986 року.
Тіссеранів параметр щодо Юпітера — 3,600.